# Бартоломео Муриљо
Бартоломео Естебан Перез Муриљо (шп. Bartolomé Esteban Murillo; Севиља, 1. јануар 1618 — Севиља, 3. април 1682) је био шпански барокни сликар.
Био је први шпански сликар, који је постао познат широм Европе. Његове теме којима се он одликовао биле су: Пејзажи, жанре, животиње и мртве природе, које су га довеле до тоталне самосталности. Поред Веласкеза био је један од важнијих шпанских барокних сликара.

## Биографија
Муриљо је рођен у једној сиромашној породици. Родитељи су му умрли јако рано, када је имао десет година. Стараоци који су се бринули о њему дали су га на занат код локалног уметника Хуана де Кастиље. На његовим раним радовима види се Кастиљов утицај. Код Кастиља је научио како да ради слике са религиозним темама за продају по вашарима и сајмовима. Сликао је декорације за религиозне догађаје „Саргас“, које су служиле за улепшавање цркве за време неког празничког славља, а такође су се употребљавале као заставе.
Један његов старији колега по имену Педро де Моја који се вратио из Лондона, испричао му је да је био код Антониса ван Дајка, и о чудним стварима које је доживео на том путовању, и о фламанском стилу и техници са којим може да се још више допринесе у сликарству.

## Долазак у Мадрид
Жеља за усавршавањем свога стила води га за Мадрид до славног дворског сликара Дијега Веласкеза. У Мадриду је провео три године од (1642. па до 1645) Тамо је имао прилике да види велика дела фламанских и венецијанских сликара, а и дела његовог идола Веласкеза која су се налазила у приватној колекцији краља Филипа IV. који је био страствени љубимац уметности. Ту је имао прилике да простудира и слике од Петра Паула Рубенса, Антониса ван Дајка, и Јузепе де Рибиере. Веласкез је у то време стајао у зениту свог сликарског умећа.

## Повратак у Севиљу
.
По повратку у Севиљу горео је од жеље да покаже шта зна и ту му се створила шанса, јер је добио налог од највећег Севиљианског манастира Св. Франческо да наслика 11 слика.
Требало је да се наслика историја живота различитих светаца као што су: Св. Франциско, Св. Гил, Св. Клара и нарочито Св. Дијего.

## Породица и служба
1646. оженио се Муриљо са Доном Беатрикс де Кабрера са којом је добио неколико деце.
Ако се погледа са малим прекидима Муриљо је провео дужи део времена у Севиљи.
1660. постао је управник на тек основаној ликовној академији у Севиљи, али због љубоморних колега није се кандидовао на следећим изборима, већ је дао оставку.

## Дела
Поред религиозних слика, његови познати радови представљају децу просјаке, продавачице цвећа, продавачице воћа и обичне људе из Севиље. Његови каснији радови су религиозне композиције израђене са великим техничким умећем и одличним бојама. Радећи за цркве по Севиљи примењује колоритска и композицијска искуства великих фламанских мајстора.
Током рада на олтару Капуцинер цркве у Кадиксу на једној слици „Св. Катарине“, пада Муриљо са скеле од чије се последице није опоравио, и после пола године и умире на дан 3. априла 1682. године.